# Primera batalla de Kreminnà
 La Primera batalla de Kreminnà va ser un enfrontament militar entre Rússia i Ucraïna sobre la ciutat ucraïnesa oriental de Kreminnà en el context de l'invació Russa d'Ucraina del 2022 Es considera la primera batalla durant la batalla de Donbas.

## Context
Kreminnà, una ciutat de 18.000 persones, ha estat una ciutat estratègica des de l'inici de la invasió russa d'Ucraïna perquè és un pas a Kramatorsk, que és només una sortida d'1 hora des de Kreminnà.

## Batalla
El 18 d'abril de 2022, les forces russes van entrar a Kreminnà, on el governador de l'óblast de Luhansk, Serhii Haidai, va informar que les lluites de carrer van començar i que l'evacuació no era possible. Tancs i altres armes també van entrar on els civils van ser envoltats per tropes russes. Les forces russes van atacar des de tots els costats, envoltant la ciutat. Els combats van continuar durant tota la nit amb foc d'artilleria pesant disparada al voltant dels carrers. Les forces russes més tard van capturar l'ajuntament el 19 d'abril. Aquell vespre, Haidai va informar que les tropes ucraïneses restants es van retirar, donant a les tropes russes el control total de la ciutat.

## Conseqüències
Kreminnà va ser la primera ciutat a caure durant l'ofensiva de Donbàs que va ser anunciada per Rússia el 18 d'abril. El governador va informar que 200 civils van ser assassinats, però que podria haver-n'hi hagut més. Els funcionaris ucraïnesos van informar el 25 d'abril que les forces russes van morir en una explosió a l'Ajuntament de Kreminnà per una explosió de gas.